# ゆめタウン遠賀
ゆめタウン遠賀（ゆめタウンおんが）は、福岡県遠賀郡遠賀町松の本にあるイズミの総合スーパー。ゆめタウンの九州初出店店舗である。

## 交通アクセス
- 国道3号今古賀交差点北東側角。但し同交差点は立体交差となっている関係もあり国道3号沿いには出入口はなく、県道285号線沿いにある（出口は建物裏側の西川沿いにも有）。
- JR九州遠賀川駅から徒歩約10分、おんがコミュニティバス（下記）約5分
- おんがコミュニティバス
  - 遠賀川駅発：通勤・通学線（夕方のみ）、田園線「ゆめタウン西」バス停
虫生津、老良、島津各路線も通過するが、遠賀川駅発の場合ルートの関係上20-45分程度かかるため要注意
  - 遠賀川駅行：田園線、虫生津線、老良線「ゆめタウン」バス停　通勤・通学線（夕方のみ）、島津線「ゆめタウン西」バス停

## 競合店・地区
- ルミエール
  - 遠賀店（同町内。県道285号約300m南）
  - 水巻店（遠賀郡水巻町。国道3号約2km東）
- スーパーセンタートライアル
  - 遠賀店（同町内。国道3号約2km西）
  - 水巻店（水巻町）
- ライフガーデン水巻（同上）
- グランモール（同上）
- イオン
  - 岡垣店（遠賀郡岡垣町）
  - なかま店（中間市）
- メガセンタートライアル中間店（同上）
- サンリブ
  - 折尾（北九州市八幡西区）
  - 高須（北九州市若松区）